# Слепов, Илья Вячеславович
Илья Вячеславович Слепов (род. 10 апреля 1981, Москва) — российский триатлонист и ориентировщик, мастер спорта России по спортивному ориентированию. Российский предприниматель, основатель и совладелец сети специализированных магазинов «Лаборатория Бега», и ряда других спортивных компаний.

## Биография
Илья Слепов родился в Москве 10 апреля 1981 года в семье инженеров Слепова Вячеслава Сергеевича (15 марта 1950 года рождения) и Слеповой Елены Ивановны (25 декабря 1952 года рождения). В 1998 году окончил среднюю школу №411. В 1998 году поступил и в 2003 году окончил географический факультет МГУ. Продолжая карьеру ориентировщика и во время учёбы. В 2014 году поступил и в 2016 году закончил российскую бизнес-школу Сколково по программе Executive MBA. 
В настоящее время проживает в Москве в районе Новогиреево.

## Спортивная карьера
Увлёкся в детстве и юности бегом и спортивным ориентированием. В 1989 году начал заниматься в СДЮШОР №54 спортивным ориентированием у тренера Тюриной И.А. Впоследствии его тренерами были Моросанова Н.В., Валуев Н.А., Баландинский С.В. В мае 1991 года занял 2-е место в своем дебютном выступлении по спортивному ориентированию. Первый диплом за 3-е место получил на соревнованиях «Рубеж Славы» в 1989 году. В 2000 году впервые стал призёром Чемпионата России по ориентированию - серебряный призёр финала Чемпионата России в городе Пермь. В 2005 году впервые участвовал в рогейне, в Чемпионате России в Нижнем Новгороде. В 2006-2007 годах входил в состав сборной России по спортивному ориентированию. Выступил на нескольких этапах Кубка мира по спортивному ориентированию в составе сборной России. В 2009 году увлёкся триатлоном, начав выступать на любительских соревнованиях (в том числе Ironman).
- Неоднократный победитель и призер Чемпионата и Кубка России по спортивному ориентированию.
- Неоднократный победитель и призер российских соревнований по триатлону, марафонов и мультиспортивных гонок (IRONSTAR[4], Московский триатлон[5], Сколковская миля[6], Grom, TITAN)
- Победитель и призер международных гонок по триатлону серии Ironman 70.3[7].
- Бронзовый призёр чемпионата Европы по зимнему триатлону 2014[8]
- Участник Чемпионата Европы и Мира по рогейну.
- Участвовал в ряде горных восхождений[9]. Поднимался на высшие точки Европы, Африки, Южной Америки, Австралии.

## Спортивные достижения
2000:
- Чемпионат России по спортивному ориентированию, Пермь финал — эстафета
- Первенство России по спортивному ориентированию среди юниоров, Нижний Новгород
- Первенство России по спортивному ориентированию, Нижний Новгород

- 2001:
  -  Первенство России по спортивному ориентированию среди юниоров, Псковская область (Алоль)
  -  Первенство России по спортивному ориентированию среди юниоров, Псковская область (Алоль)
  -  Чемпионат России по спортивному ориентированию среди СК и КФК — эстафета
  -  Чемпионат России по спортивному ориентированию среди СК и КФК — эстафета
  -  Кубок Европы по спортивному ориентированию среди юниоров, Франция
- 2003:
  -  Чемпионат России МТБО (горный велосипед) — эстафета
- 2005:
  -  Кубок России по спортивному ориентированию, Смоленск
  -  Чемпионат России по рогейну, Нижний Новгород (М+Ж)
- 2006:
  -  Кубок России по спортивному ориентированию, Тольятти, абсолютный победитель всех 4-х дней
  -  Чемпионат России по рогейну, Нижний Новгород (М+Ж)
- 2007:
  -  World Ranking Event, Китай
  -  World Ranking Event, Китай
- 2010:
  -  Чемпионат России по рогейну, Псков (М+М)
- 2021:
  -  Чемпионат мира по триатлону, США 1 место

## Предпринимательская деятельность
В 2001 году Слепов занялся бизнесом, когда стал одним из ведущих дилеров в России по продаже пульсометров Polar. В 2010 году Илья, участвовавший в чемпионате мира по рогейну (24-часовая командная гонка по пересечённой местности) в Новой Зеландии, в одном из магазинов спортивной обуви познакомился с технологией подбора обуви на основе анализа видеозаписи движений стопы. Это заставило Слепова задуматься о создании аналогичных магазинов в России, и в сентябре 2011 года Слепов на чемпионате России по рогейну (24-часовая командная гонка по пересечённой местности) выступал в команде с Евгением Гавриловым, давним спортивным товарищем, и рассказал о своей идее, предложив работать в проекте в качестве наёмного менеджера или партнера.
Слепов и Гаврилов связались с разработчиками программного обеспечения Siliconcoach из Новой Зеландии и занялись созданием предприятия, открыв в Москве первый магазин из сети RunLab («Лаборатория Бега») в сентябре 2012 года. Впоследствии Лаборатория Бега первой компанией в стране разработала собственный российский софт для видеоанализа техники бега. Является одной из первых в России сетей специализированных магазинов, продающих снаряжение для бега. В 2016 году открылись новые филиалы в Москве и Санкт-Петербурге.
Выручка за 2013 год составила 27 млн рублей при прибыли в 5 млн рублей; за 2016 год оборот сети составил 145 млн рублей, а прибыль — 20 млн рублей. Компания работает с брендами Asics, Brooks, Saucony, Salomon, Mizuno, а также всемирно известными Nike и Adidas. Технологию «Test Your Run», которая позволяла подобрать обувь в зависимости от движений спортсмена, анализируемых по видеозаписи, заимствовали ряд магазинов, продающих спортивное снаряжение Adidas.
В 2017 году стал финалистом международного конкурса, проводимого Ernst & Young - «Предприниматель года»

## Семья
Многодетный отец: три сына Мартин (род. 2015), Артур (род. 2017), Захар (род. 2022) и дочь Агата (род. 2019).

## Владение языками
Владеет английским и русским языками.